# 东北虎豹国家公园

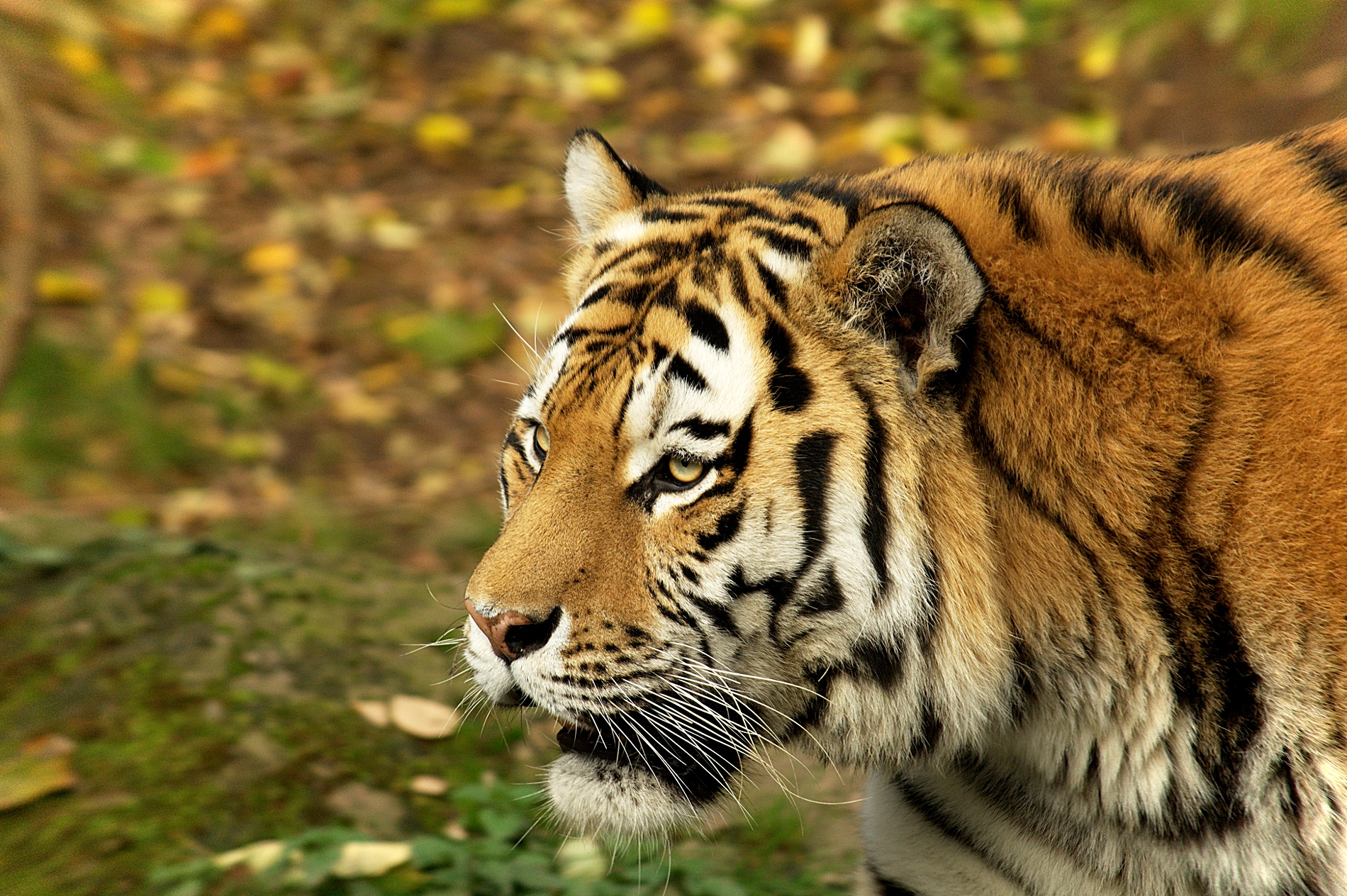
东北虎是该国家公园保护的主要物种之一

东北虎豹国家公园是一个位于中国吉林省、黑龙江省广大地区的国家公园，是东北虎、东北豹的棲息地和繁殖地區。该国家公园旨在有效保护和恢复东北虎豹野生种群，实现其稳定繁衍生息。并有效解决东北虎豹保护与当地发展之间的矛盾。2017年，东北虎豹国家公园管理局在长春挂牌成立。

## 范围
选址于吉、黑两省交界的老爷岭南部区域，东起吉林省延边朝鲜族自治州珲春市珲春林业局青龙台林场，与俄罗斯滨海边疆区豹之鄉國家公園接壤，西至吉林省汪清县林业局南沟林场，南自吉林省珲春林业局敬信林场，北到黑龙江省大兴安岭地区图强林业局奋斗林场，总面积1．46万平方公里。其中，吉林省片区占71%，黑龙江片区占29%。

## 历史
在中国东北地区，野生东北虎和东北豹在历史上曾经达到了“众山皆有之”的盛况。然而，由于人为活动的增加，森林消失和退化，野生东北虎豹种群和栖息地急速萎缩。在1998－1999年的一次中俄美三国专家联合调查中，仅发现少量东北虎豹的痕迹，判断当时中国境内东北虎仅存12－16只、东北豹7－12只。随着天然林保护工程实施、自然保护区建立，特别是吉林、黑龙江两省上世纪90年代中期实施全面禁猎，东北虎豹栖息地生态环境逐步改善，野生种群得到恢复。北京师范大学虎豹研究团队在国家林业局、吉林省林业厅、黑龙江森工总局的大力支持下，开展了长达10年的定位监测，并建立了中国野生虎豹观测网络。通过10年的红外相机监测数据发现：2012－2014年期间，中国境内的东北虎已达到27只，东北豹42只。中国野生东北虎豹面临着种群恢复和保护的重要机遇。
2015年6月，东北虎豹的命运迎来了历史性契机。基于北京师范大学虎豹研究团队10年科研成果而编写的《关于实施“中国野生东北虎和东北豹恢复和保护重大生态工程”的建议》通过民盟中央提交中央，建议将东北虎豹保护列入国家战略。习近平总书记对这一建议做出重要批示，推动建立“东北虎豹国家公园”。
2016年4月8日，中央财经领导小组办公室召开会议，部署以吉林省为主、黑龙江省配合开展东北虎豹国家公园体制试点工作。5月4日和5月15日，召开了两次“东北虎国家公园规划方案协调会”。16日，中国东北虎豹国家公园体制试点方案通过专家论证。
2016年12月5日下午，《东北虎豹国家公园体制试点方案》获中央深改组审议通过。此次会议还审议通过了包括《东北虎豹国家公园体制试点方案》在内的多个改革方案。
2017年8月19日，东北虎豹国家公园管理局在长春挂牌成立，下设十个分局，6个位于吉林省，4个位于黑龙江省。
2021年10月12日，东北虎豹国家公园正式设立。

## 区域与国际合作
2019年11月21日，东北虎豹国家公园与俄罗斯“雪松溪谷”国家自然生物圈保护区和“豹之乡”国家公园签署了三年的合作计划，以更好的保护区域内的东北虎、东北豹等珍稀野生物种。

## 相关链接
东北虎豹国家公园（页面存档备份，存于）